# 八一飛行表演隊

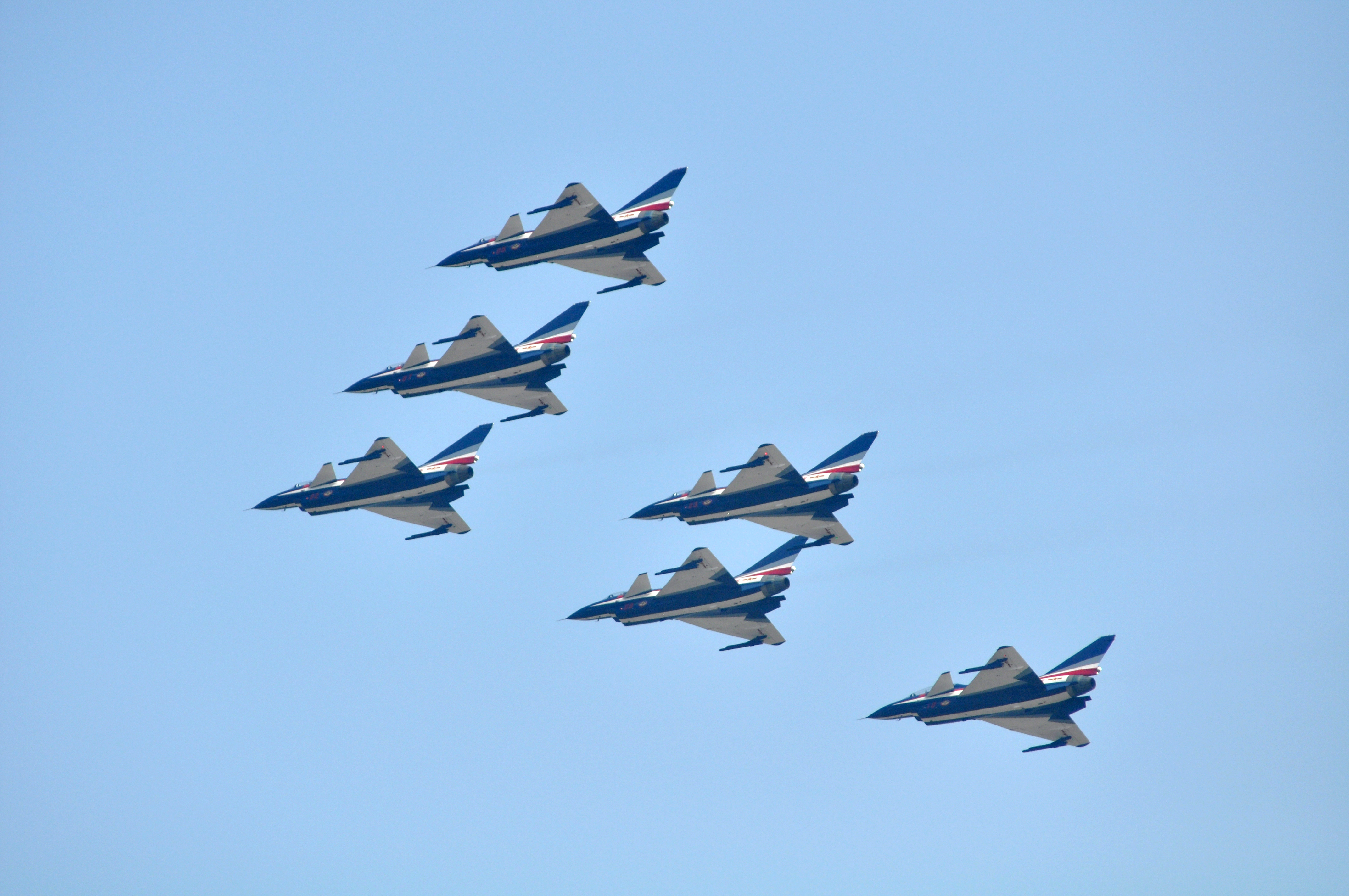
八一飛行演技隊の編隊飛行

八一飛行表演隊（はちいちひこうひょうえんたい、中国語: 八一飞行表演队）は、中国人民解放軍空軍（以下、中国空軍）所属の曲技飛行隊。主要任務は外国の要人護衛と展示飛行。
名称の「八一」は、中国人民解放軍の建軍記念日である8月1日から来ている（中国人民解放軍の軍旗や国籍マークにも「八一」のデザインがあしらわれている）。英語では August 1st Aerobatic Team と表記される。
日本語文献では翻訳を加え「八一飛行演技隊」とも表記される。

## 概要
1961年、インドネシアのスカルノ大統領が訪中した際にエスコートチームとして編成され、翌1962年1月25日に正式に成立した。成立時の名称は「護航表演大隊」（护航表演大队）であったが、1987年に現在の正式名称である「八一飛行表演隊」に変更された。
比較的歴史があるにもかかわらず、当初は主に国外の要人に対する展示飛行や建国数十周年を祝う軍事パレードでのパフォーマンスなど、一般にはあまり露出しない特殊なアクロバットチームであった。現在は珠海航空ショーを初めとする航空ショーでもパフォーマンスを行っており、一般人でも頻繁にパフォーマンスを見る事ができるようになった。
現役の戦闘機、またはその改修型を使用している事が特徴で、数少ない超音速戦闘機を使用するアクロバットチームである。2009年に中国空軍建軍60周年に合わせて機体をJ-10に変更した事で2013年時点では世界で最も実用化が新しい機体を使用しているチームとなった。スモーク発生装置は機体に内蔵せず翼下のパイロンに吊すポッドタイプを使用している。カラーリングは濃青をベースに白、赤、灰のラインが入るシンプルなパターンである。
現在は天津郊外の揚村基地をベースとし、6機編成の飛行を中心に4機編成や単機のパフォーマンスも行われている。
2011年には空軍航空大学所属のベテラン操縦士による「天之翼表演飛行隊（スカイウイング）」と、空軍第3飛行学院所属のパイロットによる「紅鷹表演飛行隊（レッドファルコン）が創設された。八一飛行表演隊と共演も行われている。
八一飛行表演隊初の女性パイロットとして余旭大尉を飛行中隊長に起用していたが、2016年11月12日に河北省唐山上空での訓練中に事故死した。

## 使用機体
1. J-5　1962年-1974年
2. J-6　1974年-1980年
3. JJ-5　1980年-1995年
4. J-7EB　1995年-2005年
5. J-7GB　2005年-2009年
6. J-10AY　2009年-